# 亞洲角龍屬
亞洲角龍屬（意為「亞洲的有角面孔」）是角龍亚目恐龍的一個屬，生存於上白堊紀的亞洲。牠的化石發現於中國、蒙古及烏茲別克。模式種是鹽沼亞洲角龍（A. salsopaludalis），在1989年由蘇聯古生物學家 Lev Nessov 等人正式命名。第二個物種健齒亞洲角龍（A. sulcidens），也被認為屬於亞洲角龍。

## 分類
亞洲角龍屬於角龍亚目，角龍亚目恐龍是群植食性恐龍，擁有類似鸚鵡的喙狀嘴，生存於白堊紀的北美洲與亞洲。所有的角龍類恐龍在白堊紀末期滅絕。

## 食性
如同所有角龍類恐龍，亞洲角龍是植食性恐龍。在白堊紀期間，開花植物的地理範圍有限，所以亞洲角龍可能以當時的優勢植物為食，例如：蕨類、蘇鐵、針葉樹。牠們可能使用銳利的喙狀嘴咬下樹葉或針葉。